# Saint-Martin-le-Mault
Saint-Martin-le-Mault är en kommun i departementet Haute-Vienne i regionen Nouvelle-Aquitaine i västra Frankrike. Kommunen ligger i kantonen Saint-Sulpice-les-Feuilles som tillhör arrondissementet Bellac. År 2022 hade Saint-Martin-le-Mault 145 invånare.

## Befolkningsutveckling
Antalet invånare i kommunen Saint-Martin-le-Mault
| Referens: INSEE |